# Myanmyia
Myanmyia – wymarły rodzaj owadów z rzędu muchówek i nadrodziny Asiloidea, obejmujący tylko jeden znany gatunek Myanmyia asteiformia.
Rodzaj i gatunek opisane zostały w 2011 roku przez Davida A. Grimaldiego. Opisu dokonano na podstawie inkluzji samicy pochodzącej z cenomanu w kredzie, znalezionej w Mjanmie.
Muchówka o ciele długości 1,35 mm. Głowę miała zaopatrzoną w duże, na czole bardzo wąsko oddzielone oczy i pozbawioną szwu łukowatego. Aparat gębowy cechowały dwuczłonowe głaszczki szczękowe i długa warga górna. Smukły tułów miał 1 parę szczecinek postpronotalnych, 4 pary nadskrzydłowych, 3 pary śródplecowych i 2 pary tarczkowych. Skrzydło miało około 1,05 mm długości, a jego użyłkowanie odznaczało się nierozgałęzionymi żyłkami radialnymi R2+3 i R4+5, nierozgałęzioną i zanikającą na obu końcach żyłką medialną oraz nierozgałęzioną żyłką kubitalną. Odwłok miał na końcu parę długich, palcowatych, nieczłonowanych przysadek odwłokowych.